# Hodites punctissima
Hodites punctissima là một loài ruồi trong họ Asilidae. Hodites punctissima được Hull miêu tả năm 1962. Loài này phân bố ở vùng Tân nhiệt đới.